# 电动自行车
（又稱電單車、微型電動二輪車）是一种以蓄电池为主要能源的轻便交通工具，外观与自行车或速克達相似，屬摩托化自行車的一種，部分車種還带有脚踏板、链条和煞車系統。

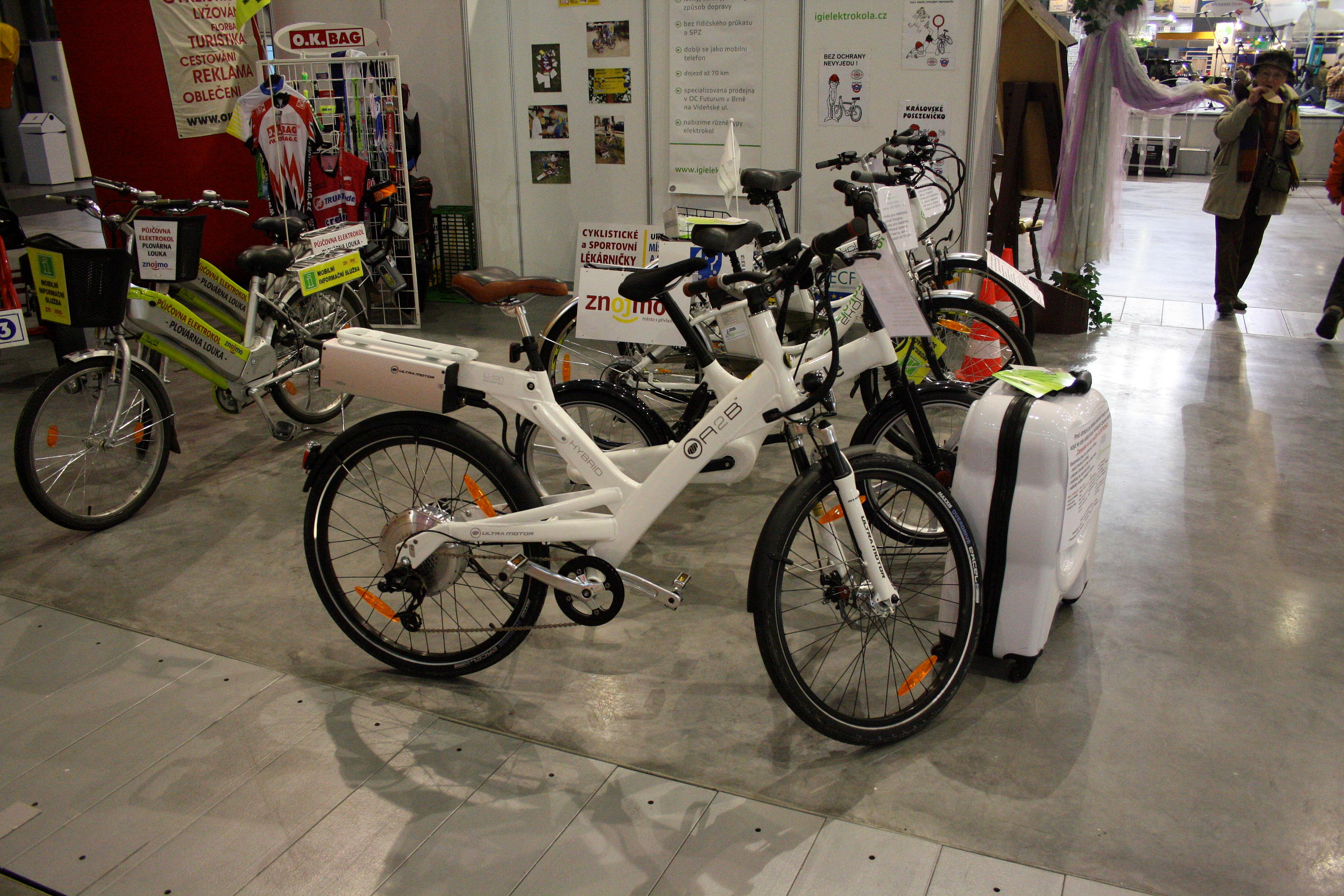
电动自行车

电动自行车中，有一種是要自行車手必須踩腳蹬後電動機才會起作用，這種車稱為电动助力车，這種因為可以用人力作为辅助动力，所以也稱為电动輔助单车。

## 组成

### 能源
一般都采用铅酸蓄电池，电压大多为48V，也有少部分采用36V的。一般由4个12AH的12V免维护铅酸蓄电池串联而成。
现在也有不少厂商开发研制采用锂电池为能源的小型电动单车，并且已经有成品出现在市场。

### 控制器
控制器是利用霍尔传感器来控制电机转速的一个重要部件，一般具备无级调速、欠压保护、过流保护等功能。

### 电机
电动自行车电机主要采用直流无刷电动机/永磁同步电动机驱动系统和无刷直流电机驱动系统，亦有少部分采用交流异步电机驱动系统，开关磁阻电机驱动系统等，早期曾广泛使用有刷直流电机，随着科技进步，维护麻烦、相对不可靠的有刷直流电机驱动系统逐渐被无刷直流电机/永磁同步电机与电调（变频器）组成的无刷驱动系统取代。

### 刹车
机械刹车与摩托车刹车相似，有鼓剎和碟刹。同时由于电动自行车本身的特性，也有使用再生制动（eabs）的。

## 分类
- 有刷电动自行车：电机采用碳刷，优点是功率大，控制器结构简单。缺点是碳刷为消耗品，现在在中国大陆地区基本已淘汰。
- 无刷电动自行车：电机无需碳刷，现在一般都采用此类解决方案，优点是电机免维护。缺点是控制器工艺复杂。但随着技术的发展，控制器技术发展迅速，矢量控制技术已在逐步运用。
- 电动摩托车：无刷设计，功率更大。由于安全性欠缺，在中国部分地區已经不允许上路，但仍有厂家生产。
- 锂动力电动自行车：采用锂离子电池作为动力，结构轻巧，可折叠。缺点是价格不菲，且电池功率不够。
- 锂离子磁动车：结构轻巧，可折叠，并且续航时间长。缺点是价格不菲，载重量80公斤，一般只适合女性使用。

## 各地的电动自行车

### 中国大陆
中国是全球电动自行车生产和使用第一大国。中国电动两轮车始于上海永久在1983年生产的产品。当时上海永久在人力自行车上安装上储能电池和驱动电机，这款电动两轮车续航里程不到30公里。後來中國大陸出現燃油和燃气（LPG）两轮车。2013年，燃油、燃气两轮车时代終結，此後基本上是电动两轮车时代。
在中国大陆，根据1999年《电动自行车通用技术条件》的规定：电动单车归为助动车，时速规定不得超过25公里，整车重量不得超过40公斤，是非机动车的一种。而根据2018年发布的《电动自行车安全技术规范》，最高车速由20km/h调整为25km/h，整车质量（含电池）由40kg调整为55kg，电机功率则由240W调整为400W。高于上述标准的电动两轮车则被归入摩托车，按照机动车的标准进行管理。
虽然有上述规定，但是实际生活中大量电动自行车普遍超速，行驶速度往往超过30公里/时，不超速反而是极少见的现象。此外還有车行会提供電動自行車改装的服务，改装后的车辆時速可以達到160公里/时，百公里加速达到6秒，曾于2022年被央视3.15晚会曝光。对于超标电动车，各地通常规定在过渡期后禁止上路。如此类车辆发生交通事故，经过鉴定属于机动车的，也按照机动车的标准进行定责和划分赔偿责任。
2021年，中國电动两轮车保有量为3.4亿辆，相当于每2户家庭拥有一台电动两轮车。2023年，中国发生逾2万起电动自行车火灾事故，其中电池故障是火灾主因。
2024年1月，北京市开始规定合规电动三轮自行车按三轮摩托车标准管理，要求驾驶人必须持有D本驾驶证，且应当上京B（不准驶入六环及以内，允许后排载客）或京C（允许驶入六环及以内，但禁止驶入高速公路、城市快速路的主路，禁止载客，基本只适用于环卫人员等专项作业车）牌照，此后其他省份也逐步效仿这一管理规定。
2024年12月30日起实施的《广州市电动自行车管理规定》要求，在廣州驾驶电动自行车不得在非机动车道内行驶时最高时速超过十五公里。
2024年12月31日，《电动自行车安全技术规范》（GB 17761—2024）发布，将代替旧版标准GB 17761—2018。GB 17761—2024定于2025年9月1日实施。新標準規定了电池组、控制器、限速器的防篡改要求，增加了6类防篡改检查方法，並将使用铅酸蓄电池的电动自行车整车质量上限由55kg提升到63kg。电动自行车还要具备北斗定位、通信与动态安全监测功能（非经营用途为选配），且不再强制要求所有车型均安装自行車脚踏装置。
| 类别     | 参数               | 非机动车                         | 机动车                   | 机动车                   |
| 类别     | 参数               | 电动自行车                       | 电动轻便摩托车           | 电动摩托车               |
| -------- | ------------------ | -------------------------------- | ------------------------ | ------------------------ |
| 车辆参数 | 电驱动最高速度     | ≤25km/h                          | >25km/h，≤50km/h         | >50km/h                  |
| 车辆参数 | 整车质量（含电池） | ≤55kg                            | >55kg（非强制）          | >55kg（非强制）          |
| 车辆参数 | 电动机功率         | ≤400W                            | >400W，≤4000W（非强制）  | >4000W（非强制）         |
| 车辆参数 | 电池电压           | ≤48V                             | 无限制                   | 无限制                   |
| 车辆参数 | 骑行用脚踏板       | 有                               | 无                       | 无                       |
| 驾驶行为 | 驾驶人年龄         | ≥16周岁                          | ≥18周岁                  | ≥18周岁，<70周岁         |
| 驾驶行为 | 能否带人           | 多数地区可携带一名12周岁以下乘客 | 不可带人                 | 可携带一名12周岁以上乘客 |
| 驾驶行为 | 骑行时佩戴头盔     | 部分地区强制                     | 强制                     | 强制                     |
| 牌证要求 | 驾驶证             | 不需要                           | 需要D、E或F类驾驶证      | 需要D或E类驾驶证         |
| 牌证要求 | 车辆登记和行驶证   | 须根据地方标准进行车辆登记       | 须根据国家标准申领行驶证 | 须根据国家标准申领行驶证 |
| 牌证要求 | 车辆号牌           | 由各地自行设计样式               | 蓝底白字的92式摩托车号牌 | 黄底黑字的92式摩托车号牌 |
| 牌证要求 | 交强险             | 无需购买                         | 强制购买                 | 强制购买                 |

### 台湾
在台湾，電動自行車是指經過型式審驗合格，以電力為主要動力來源，最高时速為25公里，且不含電池車重在40公斤以下之二輪車輛，具備免考駕照、免牌照稅與燃料稅、不對沿線排放汙染、低噪音、電費成本低廉等優勢。

### 马来西亚
在马来西亚，目前只有一家公司取得合法的电动自行车入口准证，那就是位于巴生Bandar Parklands的AZ E-Bike，该公司于2021年正式取得由马来西亚国际贸销部颁发的入口准证，同时也是唯一获得马来西亚Sirim品质验证的电动自行车品牌。

### 香港
在香港則有較嚴格的法例，根據香港法例第374章《道路交通條例》，所有電動或機械驅動的車輛不論大小都要向運輸署申領牌照，而電動單車（包括機動三輛車）屬於此類車輛，駕駛者須持有摩托车及機動三輪車的有效駕駛執照，若未申領牌照而駕駛該車輛，將會干犯駕駛未經登記車輛罪、駕駛沒有第三者保險車輛罪等；另根據該法，任何人也不得出售、供應或出租任何不符合以上條例之車輛，違法者可被罰款港幣20,000元，除非被告能證明他／她有合理理由該車輛不會在香港路面上使用。小型電動單車在領牌前，也須送交署方檢定是否符合《道路交通（車輛構造及保養）規例》，以檢驗車輛在設計、照明、制動和警報儀器等是否合乎所定要求及是否適合在道路行走。運輸署和香港警方2002年進行過的抽查測試結果發現，一輛售價5,000元的小型電動單車結構不合標準，手柄及座椅不穩固、剎車不完善、無照明裝置和倒後鏡，也沒有速度表。

## 充电器
一般采用二阶段充电，即先快速充电，充到一定程度再用小电流进行涓流充满。

## 日常保养
启动时应慢速启动，有助力装置的应用脚踏启动。不可频繁刹车。电池应随用随充，避免造成深度放电。